# Dumfriesshire
Dumfriesshire  (Siorrachd Dhùn Phris en gaélico) fue un condado tradicional de Escocia hasta la reorganización local de gobierno de 1975. Su capital era Dumfries, de la cual recibe su nombre. Tenía una superficie de 2.753 km², y limitaba con Kirkcudbrightshire al oeste, Ayrshire al noroeste, Lanarkshire, Peeblesshire y Selkirkshire al norte, y Roxburghshire al este.
- Datos: Q1247384
- Multimedia: Dumfriesshire / Q1247384